# Stig Hertzman-Ericson
Stig Olof "E:son" Hertzman-Ericson, född 26 augusti 1901, död 1988, var en svensk målare. Han studerade vid Althins målarskola 1917-1919 och Konstakademien 1921-1927 och har målat landskap, stilleben och porträtt.